# 蒂莫泰·恩盖桑
蒂莫泰·恩盖桑（法語：Timothey N'Guessan，1992年9月18日—），法国男子手球运动员。他曾代表法国国家队参加2016年和2020年夏季奥林匹克运动会手球比赛，获得一枚金牌和一枚银牌。